# 吉岡禅寺洞
吉岡 禅寺洞（よしおか ぜんじどう、1889年(明治22年)7月2日 - 1961年(昭和36年)3月17日）は、俳人。本名・善次郎。

## 生涯
福岡県福岡市箱崎生まれ。高等小学校卒業後、1903年より三宅吟志に俳句の指導を受け、『九州日報』の伊形青楓選、『日本新聞』の河東碧梧桐選に投句。1905年、「ホトトギス」会報欄の高濱虚子撰に初入選。俳号は禅寺童、禅寺堂を経て禅寺洞と称した。1914年、虚子の俳壇復帰に従って「ホトトギス」への投句を再開。1917年、清原枴童とともに福岡に虚子を招き太宰府に同道、このときに虚子がつくった「天の川の下に天智天皇と臣虚子と」にちなみ、翌年に清原枴童らと「天の川」を創刊、のち主宰。「天の川」では富安風生、横山白虹、芝不器男、神崎縷々らを育てた。
1929年「ホトトギス」同人。しかし次第に有季定型・花鳥諷詠から離れるようになり、九大俳句会を中心として新興俳句運動に関わるようになったため、1936年に「ホトトギス」を除名。戦後は有季定型・文語俳句と訣別し、口語・自由律・無季俳句を推進、「天の川」は自由律俳句の拠点のひとつとなった。口語俳句協会の会長も務めている。1961年3月17日死去、71歳。死後「天の川」は禅寺洞追悼号を出し終刊した。句集に『銀漢』『新墾』。「冬木の木ずれの音　誰もきいていない」が絶筆で、句碑が菩提寺金龍山一光寺の境内に建てられている。